# Triglops xenostethus
Triglops xenostethus és una espècie de peix pertanyent a la família dels còtids.

## Descripció
- La femella fa 9,7 cm de llargària màxima.[6]

## Hàbitat
És un peix marí, demersal i de clima boreal (55°N-50°N, 180°E-158°E) que viu entre 50 i 178 m de fondària.

## Distribució geogràfica
Es troba al Pacífic nord: les illes Aleutianes.

## Observacions
És inofensiu per als humans.